# Euchromia cyanitis
Euchromia cyanitis là một loài bướm đêm thuộc phân họ Arctiinae, họ Erebidae.